# Saraj

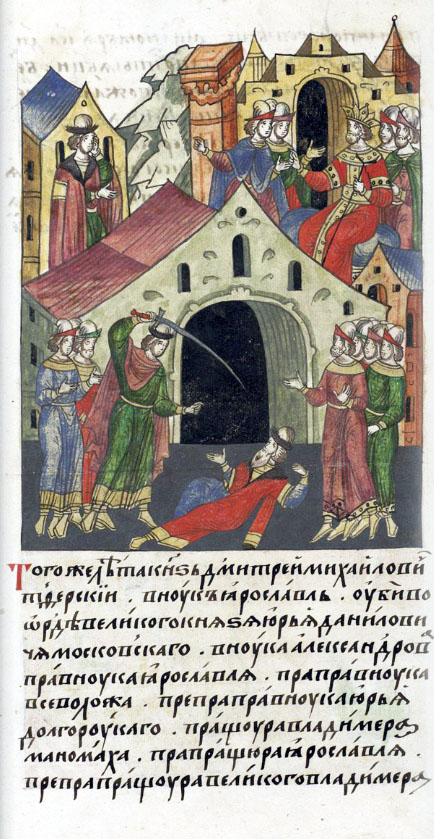
Raffigurazione medievale in cui la città di Saraj (Batu?) fa da sfondo all'uccisione di Jurij di Mosca da parte di Demetrio di Tver'

L'estensione dell'Orda d'Oro nel 1389. Saraj è la stella.

Saraj Batu (Vecchia Saraj, Saraj-al-Maqrus, anche trascritta come Sarai o Saray) fu la capitale dell'Orda d'Oro e una delle città più popolose dell'epoca medievale, con una popolazione stimata dall'Enciclopedia Britannica del 2005 in 600 000 abitanti.

## Ascesa
La città, fondata nel 1240 dal sovrano mongolo Batu Khan, era sita probabilmente sul canale di Achtuba, posto sul basso corso del Volga, vicino al villaggio (selo) di Selitrjannoje nel distretto di Charabali, Oblast' di Astrachan', all'incirca 120 km a nord di Astrachan'. 
La reale esistenza di Saraj Berke (Nuova Saraj, Saraj-al-Jadid), che si ritiene fosse stata fondata da Berke Khan, è controversa. Se esistita, si sarebbe trovata nei pressi di Carev, sito archeologico anch'esso sul canale di Achtuba, 55 km a sud di Volgograd. I vescovi di Kruticy risiedettero in tale luogo dal 1261 al 1454.
La sua importanza si deve al fatto di essere stata un terminale commerciale della via fluviale della seta, in cui le merci provenienti dall'oriente attraverso i fiumi Oxo e Iassarte (le cui acque allora giungevano fino al Mar Caspio attraverso un letto oggi asciutto che lo congiungeva al Lago d'Aral) venivano trasbordate fino al fiume Don per essere portate in Europa, oppure dirottate lungo il Volga per arrivare nel Mar Baltico.

## Declino
La decadenza di Saraj e della sua "filiale" sul Don ebbero inizio nel 1368, quando il commercio lungo la via della seta venne di fatto bloccato dall'autarchico Impero Ming. Fonti storiche narrano che la città o entrambe le città (qualora fosse suffragata la reale presenza in passato di Saraj Berke) furono distrutte diverse volte: Tamerlano distrusse Saraj (Berke?) nel 1395, Meñli I Giray nel 1502. La distruzione finale fu posta in essere da Ivan il Terribile che nel 1556 conquistò il Khanato di Astrachan'.
Negli anni 1623-24, il mercante Fedot Afanas'evič Kotov intraprese un viaggio in Persia e così descrisse il basso corso del Volga: Qui nei pressi del fiume Akhtuba stava l'Orda d'Oro. La corte del Khan, i palazzi e le moschee erano di pietra. Ma oggi questi edifici sono stati smantellati e la pietra trasportata ad Astrachan'. Molto probabilmente era la descrizione di Saraj Berke.
Dopo la caduta di Saraj, i russi edificarono sul luogo la città-fortezza di Caricyn (poi Stalingrado, oggi Volgograd) per controllare l'area.